# Lima 9
 Der er for få eller ingen kildehenvisninger i denne artikel, hvilket er et problem. Du kan hjælpe ved at angive troværdige kilder til de påstande, som fremføres i artiklen.

Lima 9 (udtales Lima najne) er kaldesignalet for Ordenspolitiets Central Udrykningsleder ved Københavns Politi.
[kilde mangler]
Lima9 /OCU er en kørende vagthavende der altid er på gaden, og dermed hurtigt kan sættes ind ved opgaver (i Københavns Politikreds) der kræver en leder på stedet, f.eks. trafikulykker, dødfundne, grov kriminalitet, større ulykker mv.
I dag (2015) hedder OCU i København Lima 11 - da København er politikreds nummer 11. Lima 9 hører i dag til under Nordsjællands Politi